# La Mouche (Manche)
La Mouche település Franciaországban, Manche megyében. Lakosainak száma 246 fő (2022. január 1.). La Mouche Le Tanu, La Lucerne-d’Outremer, Le Luot, Subligny és Le Grippon községekkel határos.

## Népesség
A település népességének változása:
| Lakosok száma | 201  | 153  | 135  | 176  | 228  | 246  | 243  | 241  | 244  | 246  |
|               | 1968 | 1982 | 1990 | 2006 | 2013 | 2015 | 2017 | 2019 | 2020 | 2022 |